# المپیا، لندن
المپیا (انگلیسی: Olympia) یک مرکز همایش و نمایشگاه در لندن، انگلستان است.
این مجموعه در سال ۱۸۸۶ میلادی تأسیس شده و در ناحیه کنزینگتون غربی قرار دارد، ایستگاه کنزینگتون (المپیا) در کنار این نمایشگاه قرار دارد.

## رویدادهای مهم
- نمایشگاه بین‌المللی موتور بریتانیا was held annually at Olympia from 1905 to 1936[۱][۲]
- جیمی هندریکس اکسپرینس در ۲۲ دسامبر ۱۹۶۷
- استیتس کوئو played در ۳۱ دسامبر ۱۹۷۵
- پروکل هارم played در ۱ ژانویه ۱۹۷۶
- بد کمپانی played در the 2nd و ۳ ژانویه ۱۹۷۷
- راد استوارت performed در ۱۴ و ۱۵ ژانویه ۱۹۷۷
- کیور (گروه موسیقی) performed در the 26th,27th,28th,3۰ نوامبر ۱۹۹۲
- فیروز (خواننده) played on 11 and 1۲ مارس ۱۹۹۴
- انجمن تنیس حرفه‌ای tennis held from 3-۶ دسامبر ۱۹۹۸
- دوشیزه دنیا 49th Pageant held در ۴ دسامبر ۱۹۹۹
- کمیکال برادرز played در ۳۰ اوت ۲۰۰۸
- بلوک پارتی played at Olympia London در ۱۱ و ۱۲ مه ۲۰۰۹
- پرایمل اسکریم performed در the 26th و ۲۷ نوامبر ۲۰۱۰
- دکتر هو Experience was held از ۱ ژانویه تا ۲۲ فوریه ۲۰۱۲

## نگارخانه

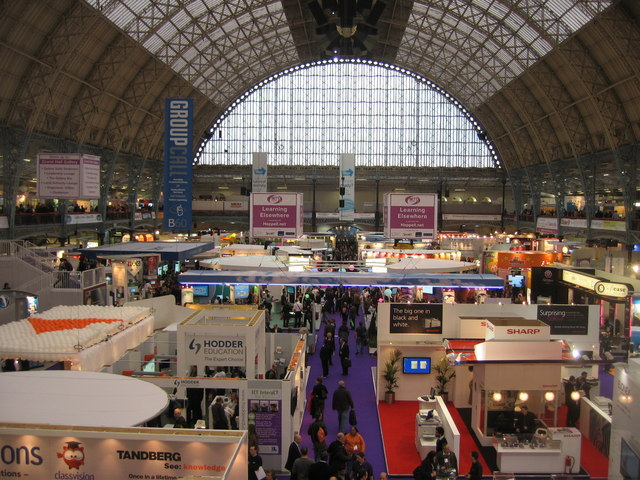
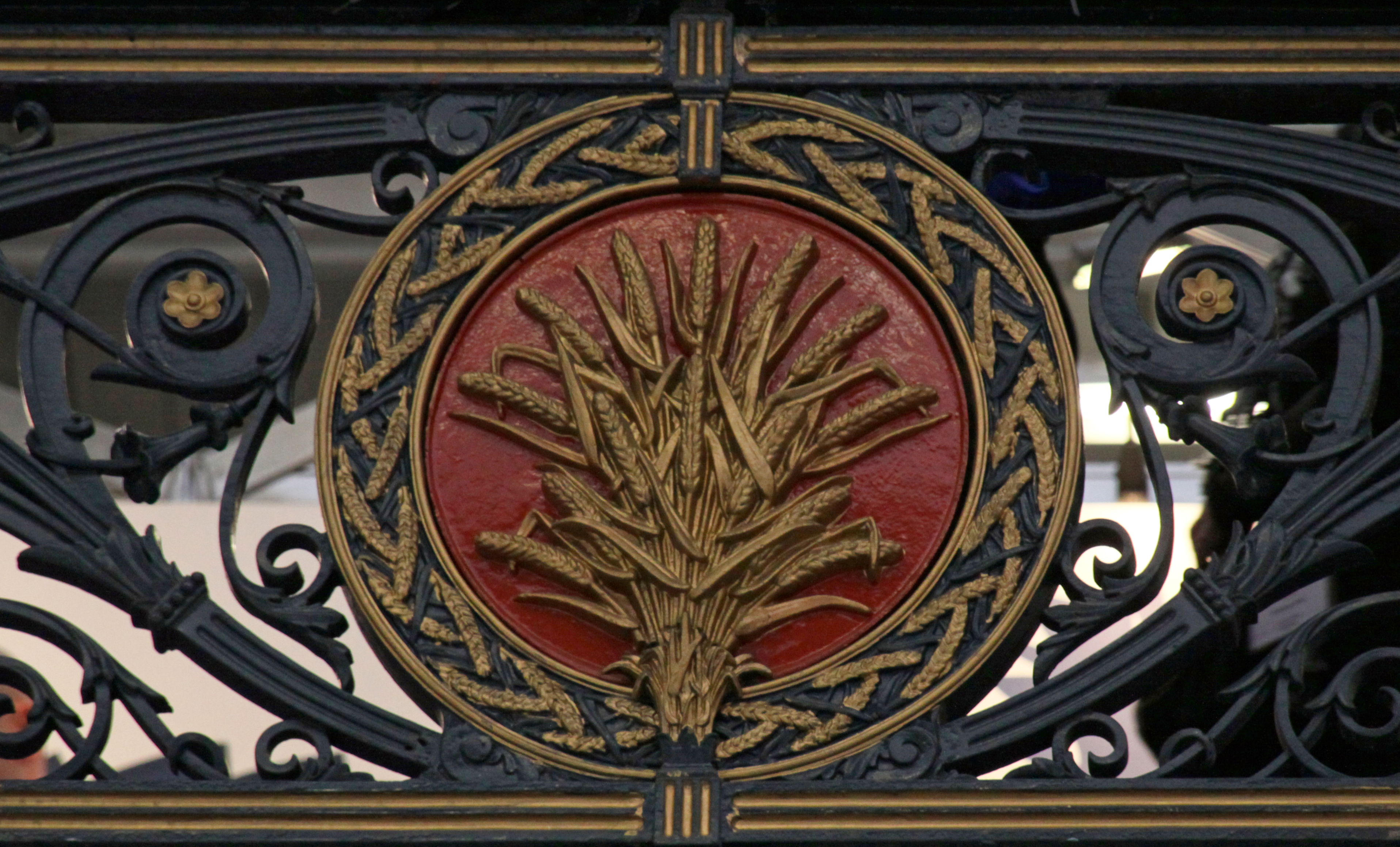
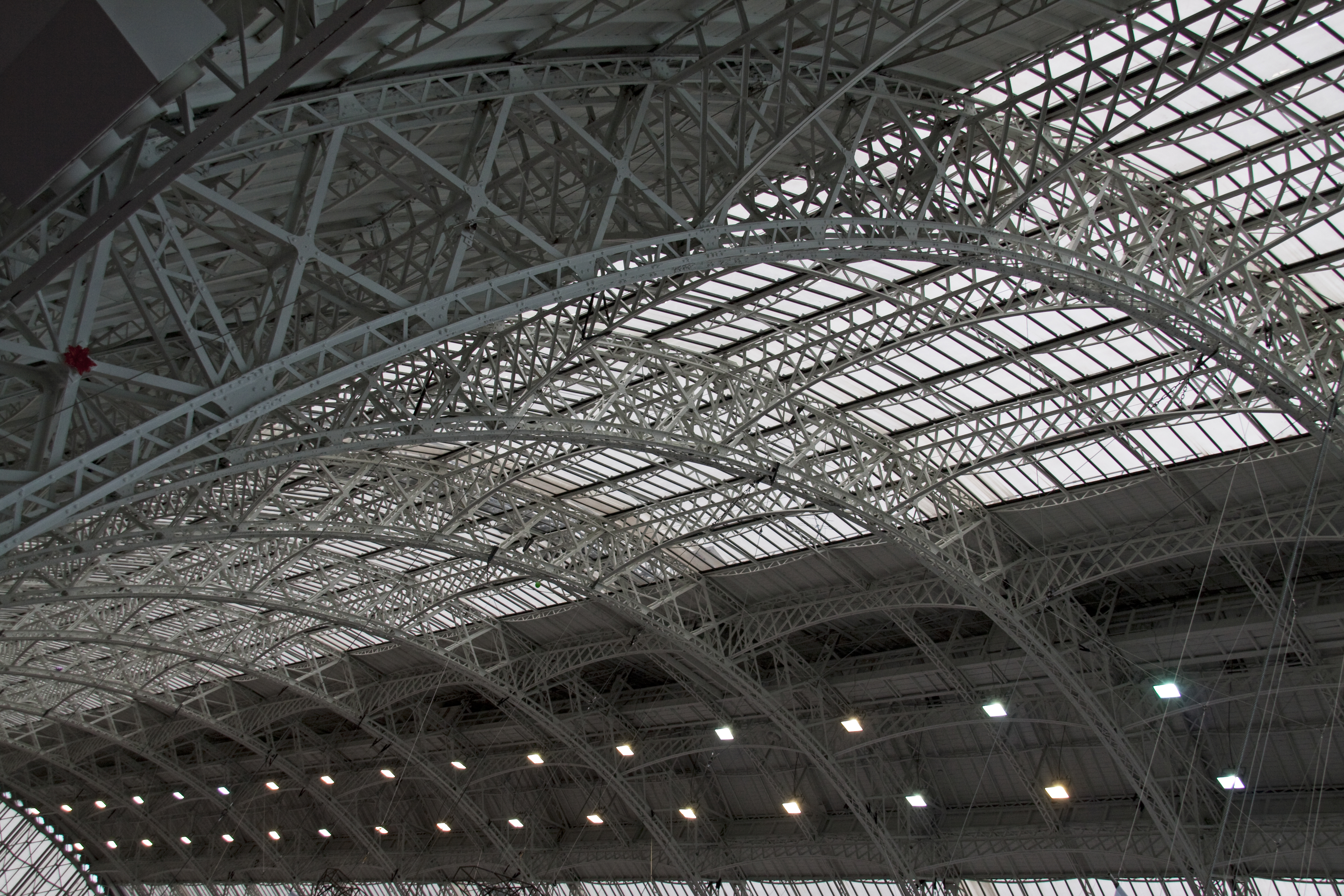
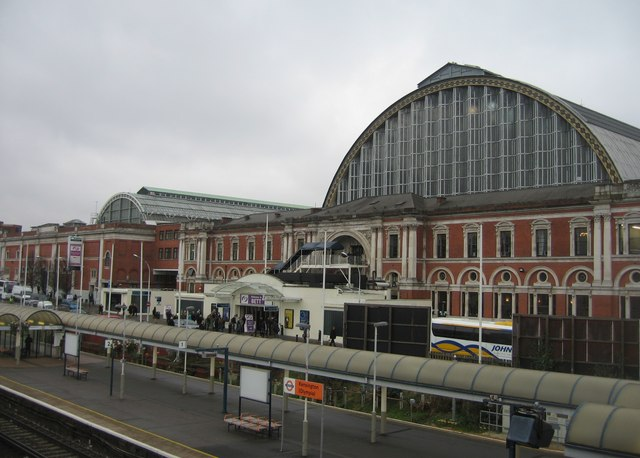
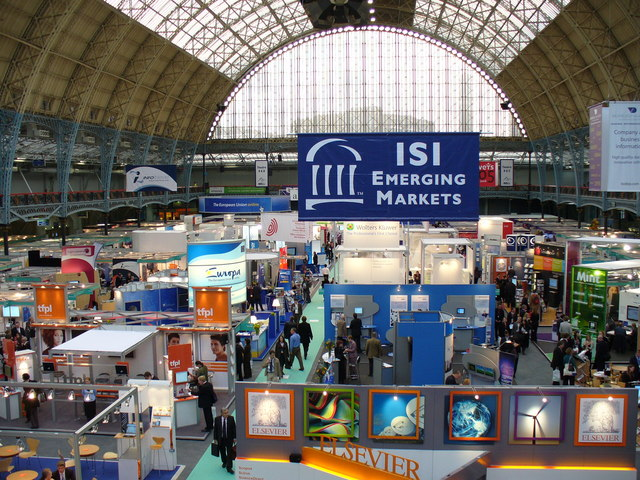
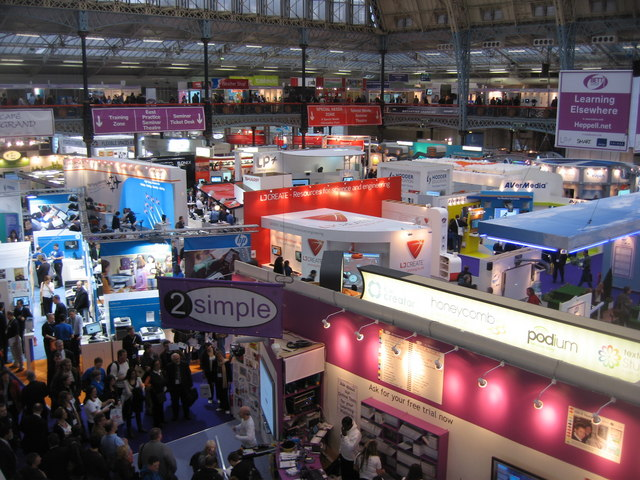
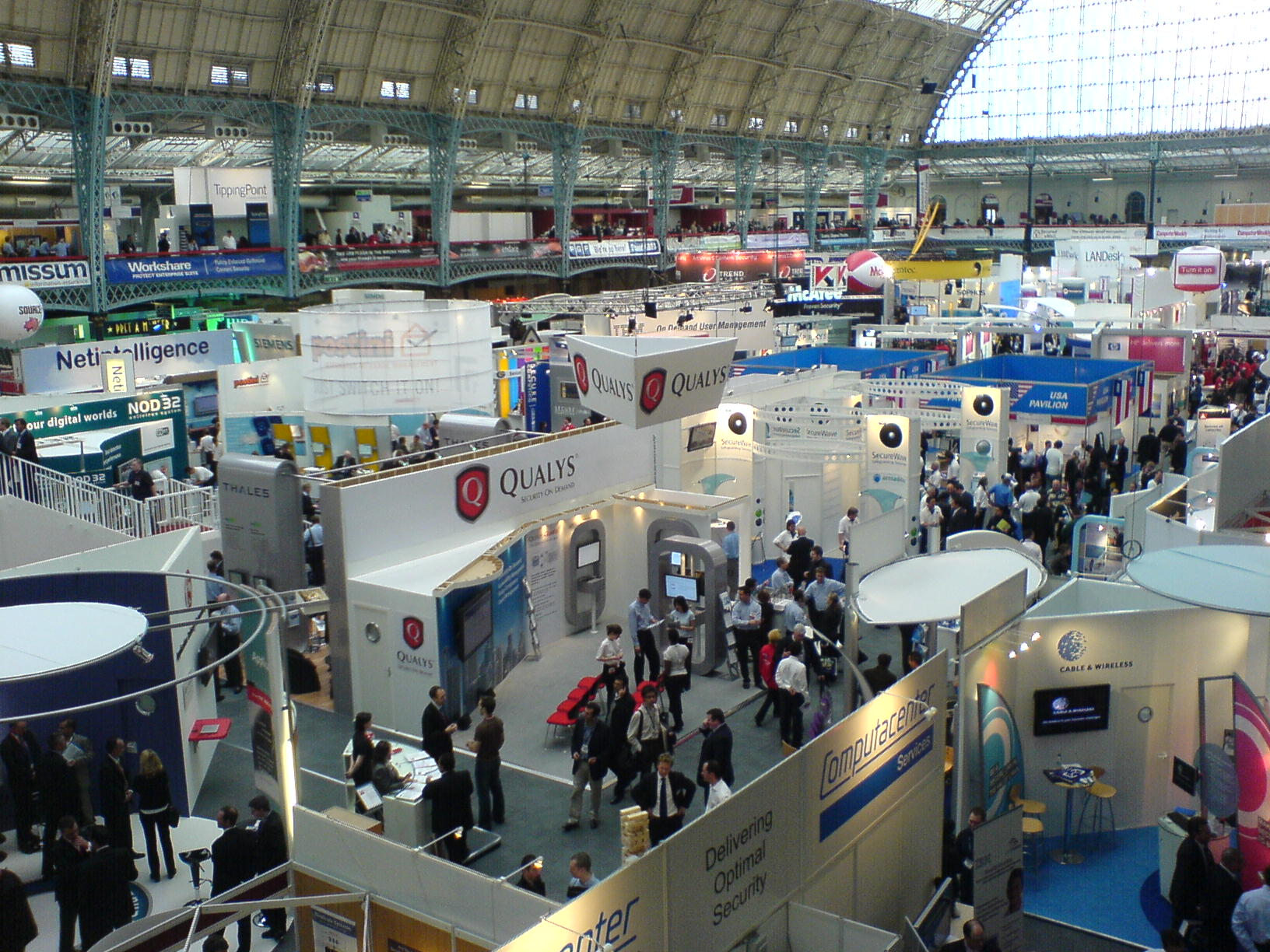
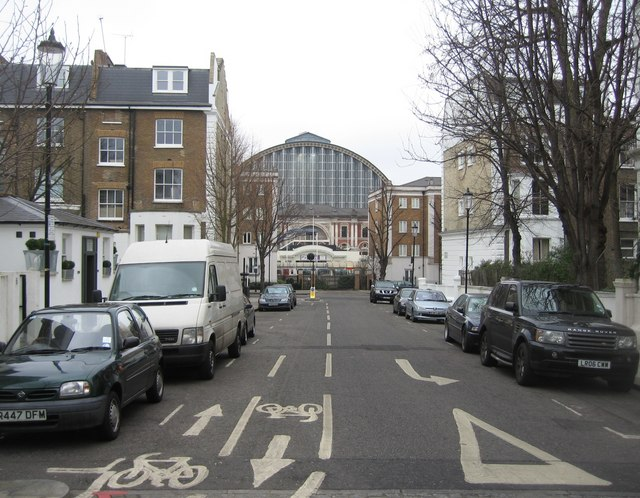